# کانتاگزانتین
کانتاگزانتین (به انگلیسی: Canthaxanthin) یک ترکیب شیمیایی با شناسه پاب‌کم ۵۲۸۱۲۲۷ و جرم مولی 564.82 g/mol می‌باشد. فرمول شیمیایی C40H52O2 بوده از گروه کاروتنوئید و شکل ظاهری این ترکیب، بلورهای ارغوانی است. این رنگدانه در بدن برخی از جانداران مختلف مانند شانک‌ماهیان دیده میشود.